# Giacomo Rossi (librettista)
Giacomo Rossi (fl. XVIII secolo) è stato un poeta, traduttore e librettista italiano.

## Biografia
Si stabilì a Londra agli inizi del XVIII secolo dove scrisse libretti per le opere di George Frideric Handel, tra il 1710 e il 1729.
Secondo Rossi, l'opera Rinaldo fu composta da Handel in circa due settimane di lavoro. Pare che il drammaturgo Aaron Hill abbia consegnato le sue bozze a Giacomo Rossi per la traduzione. Il musicologo Winton Dean ha definito il libretto disorientante.
Probabilmente, Rossi lavorò su Il pastor fido e su Silla. Handel emerse dall'impresa con poca fama in più rispetto a Rossi.
Il nome di Rossi è menzionato anche per il libretto di Amadigi di Gaula, e per i contributi nelle opere Poro, re delle Indie e Lotario. Il risultato di questo ultimo lavoro è curiosamente conciso e facile da comprendere per essere un'opera barocca. Rossi non solo accorciò i recitativi per Handel, ma migliorò il testo accorciandolo, arrangiandolo e riscrivendolo. Quasi metà del testo fu di nuova stesura.